# Stan (singel)
Stan – trzeci singel Eminema pochodzący z płyty The Marshall Mathers LP, nagrany w duecie z Dido.
W 2004 utwór został sklasyfikowany na 290 miejscu listy 500 utworów wszech czasów magazynu „Rolling Stone”.

## Pozycje na listach przebojów
- Brazylia (ABPD): #87[2]
- Irlandia: #1[3]
- Stany Zjednoczone (Billboard Hot 100): #51
- Stany Zjednoczone (Hot R&B/Hip-Hop Songs): #36